# Minamiminowa
Minamiminowa (南箕輪村?) è un villaggio giapponese della prefettura di Nagano.